# Relazioni bilaterali tra Bielorussia e Croazia
Le relazioni Croazia-Bielorussia sono relazioni estere tra Croazia e Bielorussia. Entrambi i paesi hanno stabilito relazioni diplomatiche il 22 settembre. Sebbene geograficamente non molto vicine, la Croazia e la Bielorussia sono entrambi paesi slavi e quindi condividono alcune somiglianze culturali e linguistiche.
La Croazia è rappresentata in Bielorussia attraverso la sua Ambasciata a Mosca (Russia), mentre la Bielorussia è rappresentata in Croazia attraverso la sua ambasciata a Budapest (Ungheria).